# Rodolfo Tan Cardoso
Rodolfo Tan Cardoso  (25 de diciembre de 1937; Anda, Pangasinán - 21 de agosto de 2013; Ciudad Quezón, Gran Manila) fue un maestro internacional de ajedrez filipino.
Cardoso nació en Anda, Pangasinan. En 1956, ganó el Campeonato Juvenil de Filipinas. En 1957, ocupó el quinto lugar en el último Campeonato Júnior del Mundo en Toronto, que fue ganado por William Lombardy con una puntuación perfecta de 11-0. En 1957 la empresa Pepsi-Cola patrocinó un match de ocho partidas en Nueva York entre Cardoso, de 19 años de edad, campeón júnior de Filipinas, y Bobby Fischer, de 14 años de edad, campeón júnior de Estados Unidos. Fischer logró el premio de $ 325 con una puntuación de 6-2 (+5 –1 =2).